# Distyliopsis salicifolia
Distyliopsis salicifolia là một loài thực vật có hoa trong họ Hamamelidaceae. Loài này được (H.L.Li & E.Walker) Endress miêu tả khoa học đầu tiên năm 1970.